# Eleição municipal de Bacabal em 2000

A eleição municipal de Bacabal em 2000 ocorreu em 1 de outubro de 2000, para a eleição de um prefeito, um vice-prefeito e mais 15 vereadores. O prefeito era José Vieira Lins, do PPB, que tentou a reeleição. José Vieira Lins, do PPB, foi reeleito prefeito de Bacabal, e governou a cidade pelo período de 1º de janeiro de 2001 a 31 de dezembro de 2004.

## Candidatos a prefeito
|  | Nº | Candidato(a) a prefeito | Candidato(a) a prefeito                      | Candidato(a) a vice-prefeito | Candidato(a) a vice-prefeito                               | Coligação |
|  | -- | ----------------------- | -------------------------------------------- | ---------------------------- | ---------------------------------------------------------- | --- |
|  | 12 |                         | Bento Vieira (PDT) Bento Vieira              |                              | Luiz Augusto Sotero (PDT) Luiz Augusto Sotero Martins      | Partido não coligado - Partido Democrático Trabalhista (PDT) |
|  | 40 |                         | Dr. José Carlos (PSB) José Carlos Reis Filho |                              | Maria Suares Barroso (PTB) Maria Suares dos Santos Barroso | "Liberdade Bacabal" - Partido Socialista Brasileiro (PSB) - Partido Trabalhista Brasileiro (PTB) - Partido Social Cristão (PSC) - Partido Verde (PV) - Partido dos Trabalhadores (PT)       |
|  | 25 |                         | Taugi Lago (PFL) Taugi Medeiros do Lago      |                              | Benedito Lago (PRP) Benedito Bete de Carvalho Lago         | "União Pela Paz" - Partido da Frente Liberal (PFL) - Partido Republicano Progressista (PRP) - Partido do Movimento Democrático Brasileiro (PMDB) - Partido Comunista do Brasil (PCdoB)      |
|  | 11 |                         | Zé Vieira (PPB) José Vieira Lins             |                              | Raimundo Lisboa (PSDB) Raimundo Nonato Lisboa              | "Bacabal de novo Trabalhando com o Povo" - Partido Progressista Brasileiro (PPB) - Partido da Social Democracia Brasileira (PSDB) - Partido Social Democrático (PSD) - Partido Liberal (PL) |

## Resultado da eleição para prefeito
| 1º Turno 1 de outubro de 2000 | 1º Turno 1 de outubro de 2000 | 1º Turno 1 de outubro de 2000 | 1º Turno 1 de outubro de 2000 |
| Candidato(a)                  | Vice                          | Votação                       | Votação                       |
| Candidato(a)                  | Vice                          | Total                         | Porcentagem                   |
| ----------------------------- | ----------------------------- | ----------------------------- | ----------------------------- |
| Zé Vieira (PPB)               | Raimundo Lisboa (PSDB)        | 19.554                        | 50,29%                        |
| Taugi Lago (PFL)              | Benedito Lago (PRP)           | 17.809                        | 45,80%                        |
| Dr. José Carlos (PSB)         | Maria Suares Barroso (PTB)    | 1.221                         | 3,14%                         |
| Bento Vieira (PDT)            | Luiz Augusto Sotero (PDT)     | 298                           | 0,77%                         |
| Total de votos válidos        | Total de votos válidos        | 38.882                        | 100,00%                       |
| Votos apurados                |                               |                               |                               |
| Votos válidos                 | Votos válidos                 | 38.882                        | 93,12%                        |
| Votos em branco               | Votos em branco               | 452                           | 1,08%                         |
| Votos nulos                   | Votos nulos                   | 2,423                         | 5,80%                         |
| Total de votos apurados       | Total de votos apurados       | 41.757                        | 100,00%                       |
| Eleitores                     |                               |                               |                               |
| Comparecimento                | Comparecimento                | 41.757                        | 71,64%                        |
| Abstenções                    | Abstenções                    | 16.529                        | 28,36%                        |
| Total de eleitores            | Total de eleitores            | 58.286                        | 100,00%                       |